# Jabus (Syria)
Jabus (arab. يابوس) – wieś w Syrii, w muhafazie Damaszek. W 2004 roku liczyła 369 mieszkańców.